# آيت مسعود (تمزكدوين)
آيت مسعود هي إحدى مشيخات المملكة المغربية، تتبع جغرافيا لإقليم شيشاوة وإداريًا لتمزكدوين. يقدر عدد سكانها بـ 3222 نسمة حسب الإحصاء الرسمي للسكان والسكنى لسنة 2004.